# Einstødingane
Die Einstødingane (norwegisch für Eremiten, Einsiedler) sind eine Gruppe dreier kleiner Inseln vor der Mawson-Küste des ostantarktischen Mac-Robertson-Lands. Sie liegen 3 km nördlich der Stanton-Gruppe.
Norwegische Kartografen, die auch die Benennung vornahmen, kartierten sie anhand von Luftaufnahmen, die bei der Lars-Christensen-Expedition 1936/37 entstanden.